# 디엠-드로게리 마크트
디엠-드로게리 마크트(dm-drogerie markt, 일반적으로 dm으로 약칭)는 독일 카를스루에에 본사를 둔 소매점 체인으로 화장품, 건강 관리 용품, 가정용품, 건강 식품 및 음료를 제공한다. 이 회사는 1973년 카를스루에에 첫 번째 매장을 열면서 설립되었다.
산업 부문에서 디엠-드로게리 마크트는 수익 기준으로 독일 최대 규모의 소매업체이다. 이 회사는 수평적인 계층 구조와 높은 수준의 사회적 헌신으로 유명하다. 괴츠 베르너(Götz Werner)는 회사의 수익보다 직원의 복지가 더 중요하다고 주장했다.
디엠은 유럽 12개국 4,000개 이상의 매장에서 79,700명 이상의 직원을 고용하고 있다. 1970년대에 dm은 독일과 오스트리아에만 매장을 가지고 있었다. 1990년대에는 체코, 헝가리, 슬로베니아, 슬로바키아, 크로아티아에 매장을 열었다. 2000년대에는 세르비아, 보스니아-헤르체고비나, 루마니아, 불가리아, 북마케도니아, 이탈리아, 폴란드로 회사를 확장했다.
2017년 3월, 디엠-드로게리 마크트는 사상 처음으로 알리바바 그룹의 티몰 글로벌 크로스보더 플래그십 스토어를 통해 유럽 이외의 소비자에게 중국 판매를 시작했다. 이번 확장은 상하이에 본사를 둔 티몰 파트너 오디티 아시아에 의해 시작되고 관리된다.